# Batsman

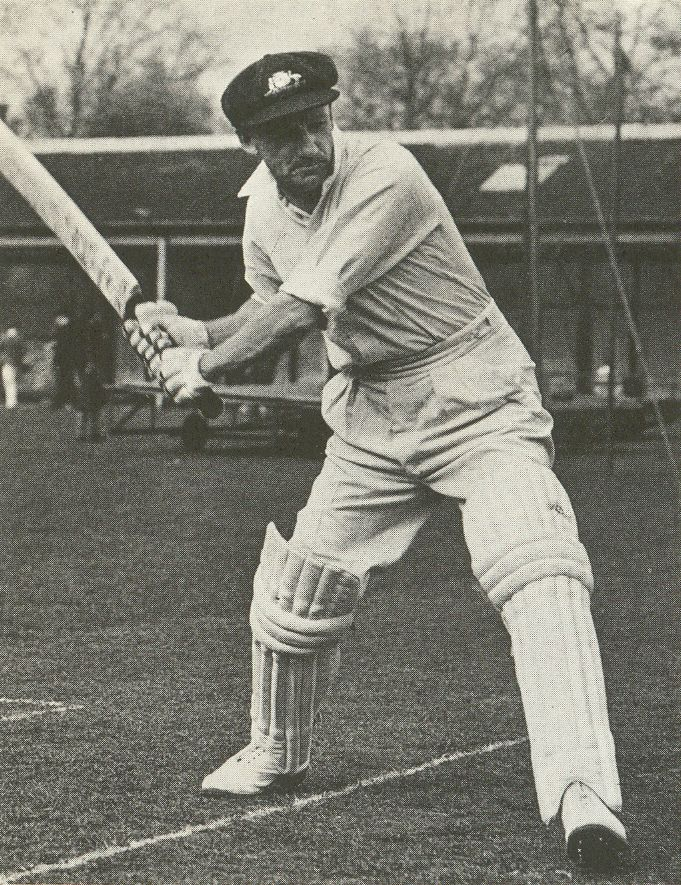
Donald Bradman, najlepszy batsman w historii, składający się do odbicia.

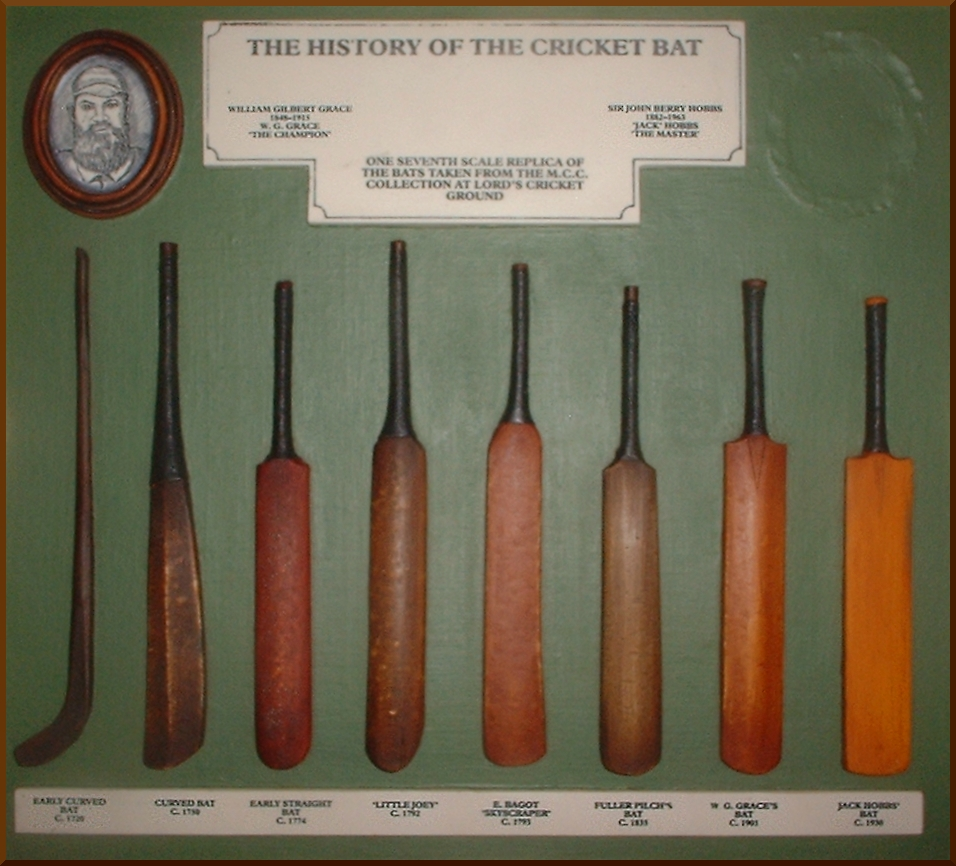
Rozwój kija krykietowego do lat 30. XX wieku.

Batsman (pol. odbijający) – nazwa pozycji w drużynie krykieta, odnosząca się zarówno do gracza występującego w danej chwili jako odbijający, jak i do gracza specjalizującego się w grze na tej pozycji.
W czasie meczu batsmanów wystawia jedynie drużyna odbijająca. Zawsze jest ich dwóch – jeden, striker, ma za zadanie bronić bramki przed uderzeniem piłki rzuconej przez bowlera rywali, a zarazem odbić ją tak, by zawodnicy drużyny broniącej (fielders) albo nie byli w stanie jej złapać zanim opuści pole gry, albo też złapali ją jak najpóźniej.
Jeżeli uderzona piłka opuści pole gry nie dotykając wcześniej ziemi, odbijający zdobywa dla swojej drużyny 6 runów (krykietowy odpowiednik punktów), jeżeli odbita piłka zdąży dotrzeć do granicy pola gry zanim zostanie przechwycona przez zawodników drużyny przeciwnej, zdobywa 4 runy. W innym przypadku po odbiciu może zacząć biec w kierunku przeciwnej bramki (odległej o 22 jardy). W tym momencie w przeciwnym kierunku rusza drugi batsman (non-striker), stojący w pobliżu bramki rzucającego. 
Jeśli odbijającym uda się zamienić pozycjami zanim fielderzy przechwycą piłkę i odrzucą ją do jeden z bramek, ich drużyna zdobywa runa za każdą taką zamianę.

## Inne użycia terminu
- Sporadycznie batsmanem nazywa się gracza drużyny baseballowej, którego zadaniem jest odbicie piłki; właściwym określeniem jest jednak batter.
- W krykiecie kobiet usiłowano wprowadzić żeński termin batswoman lub baseballowy batter (nie zawierający męskiej końcówki -man); same krykiecistki sprzeciwiły się temu.

## Rekordy skuteczności (mecze międzynarodowe)

### Mecze testowe
- Najwięcej punktów w karierze: Sachin Tendulkar (Indie) – 15 921
- Najwięcej punktów w meczu (dwa inningsy): Graham Gooch (Anglia) – 456
- Najwięcej punktów w inningsie: Brian Lara (Indie Zachodnie) – 400
- Najwyższa średnia punktów w karierze: Donald Bradman (Australia) – 99,94

### Mecze jednodniowe (ODI)
- Najwięcej punktów w karierze: Sachin Tendulkar (Indie) – 18 426
- Najwięcej punktów w inningsie: Rohit Sharma (Indie) – 264
- Najwyższa średnia punktów w karierze: Ryan ten Doeschate (Holandia) – 67,00

### Twenty20
- Najwięcej punktów w karierze: Chris Gayle Chris Gayle (Indie Zachodnie) – 13 013
- Najwięcej punktów w inningsie: Chris Gayle (Indie Zachodnie) – 175*
- Najwyższa średnia punktów w karierze: Virat Kohli (Indie) – 50,80